# Graisse
Graisse ist eine alte Weißweinsorte, die in der Weinbauregion Sud-Ouest im Südwesten von Frankreich angebaut wird. Sie ist in den Départements Gers, Haute-Garonne und Tarn-et-Garonne für den gewerblichen Weinbau zugelassen, wird allerdings nur selten verwendet. Im Jahr 1998 wurde eine bestockte Rebfläche von unter 30 Hektar erhoben, nachdem im Jahr 1958 noch 2.755 Hektar unter Ertrag standen. In Sud-Ouest steht die Sorte häufig im gemischten Satz.
Die Weißweine sind leicht, sehr einfach und verfügen über eine kräftige Säure. Eine untergeordnete Rolle spielt die Rebsorte bei der Herstellung des Armagnac. Während die Sorte in Tunesien nicht mehr angebaut wird, sind noch kleinere Bestände in Algerien bekannt.
Für den Weinbau sind noch keine Klone freigegeben worden.
Eine im Jahr 2007 veröffentlichte Studie legt nahe, dass die Rebsorte Graisse genetisch nahe verwandt mit einer Reihe von lokalen Sorten der Region Sud-Ouest ist und mit diesen eine Rebsortenfamilie bildet (z. B. Blancard, Claverie, Claverie coulard, Cruchen faux, Cruixen und Crouchen). Sie stammt von der alten Rebsorte Gouais Blanc ab. Der andere Elternteil ist bislang unbekannt.
Siehe auch die Artikel Weinbau in Frankreich, Weinbau in Algerien und Weinbau in Tunesien sowie die Liste von Rebsorten.

## Ampelographische Sortenmerkmale
In der Ampelographie wird der Habitus folgendermaßen beschrieben:
- Die Triebspitze ist offen. Sie ist weißwollig behaart, mit karminrotem Anflug.  Die gelblichen Jungblätter ebenfalls wollig behaart.
- Die großen Blätter (siehe auch den Artikel Blattform) sind mäßig fünflappig. Die Stielbucht ist lyrenförmig geschlossen. Der Blattrand ist stumpf gezahnt. Die großen Zähne sind im Vergleich zu anderen Rebsorten eng gesetzt. Die Blattoberfläche (auch Spreite genannt) ist im Bereich der Stielbucht blasig derb.
- Die kegel- bis walzenförmige Traube ist groß, geschultert und dichtbeerig. Die rundlichen oder leicht elliptischen Beeren sind mittelgroß. Sie sind bei Vollreife von weißlich-gelber Farbe.

Die Rebsorte Graisse reift circa 30 Tage nach dem Gutedel und ist gilt damit für eine Rebsorte international als spät reifend. Die Sorte gilt als stark wüchsig.

## Synonyme
Die Rebsorte Graisse ist auch unter den Namen Blanquette, Blanquette grise, Cargo saoumo, Cargo saumo, Chalosse, Cholosse, Clairette égreneuse, Cotiblanc, Cotilblanc (bei Lavilledieu), Gras, Gras blanc, Grecho, Gros blanc, Jalosse, Mendic, Plant de graisse, Plant de Grecho, Plant de Mun, Président, Ramassaou blanc, Ramassou blanc, Taloche, Tizourine bou-aferara blanc und Tizourine bou-afrara bekannt.